# Roger Slosse
Roger Slosse (Roeselare, 27 maart 1914 – Roeselare, 12 mei 2005) was een volksschrijver uit Roeselare.

## Biografie
Roger Slosse zag het levenslicht op 27 maart 1914 in de St.-Hubrechtsstraat in Krottegem. Hij genoot zijn lager onderwijs in de stadsjongensschool en in de Broederschool van Roeselare en leerde er de stiel van haarkapper. In 1930 opende hij een kapperszaak in de Noordstraat. Hij was een graaggeziene figuur tijdens de Batjes en als acteur in de plaatselijke toneelverenigingen. In 1943 werd hij verzekeringshoofdagent in Izegem. Na de oorlog vestigde hij zich van 1945 tot 1952 in Oostende als handelsreiziger, kapper, hypnotiseur, portier. Hij maakte er tevens naam als cabaretier onder de naam ‘Juul Plastiek’. In 1952 kwam hij terug naar Roeselare en vestigde zich in de  H. Consciencestraat. Zijn naam als volkskunstenaar-humorist werd in Roeselare ten zeerste gesmaakt. In 1964 werd hij in Roeselare verkozen als gemeenteraadslid voor de Volksunie. Hij zetelde een legislatuur in de gemeenteraad. Voor zijn artistieke activiteiten ontving hij in 1991 in Roeselare de Bronzen Blauwvoet, een ereteken van cultuurverdienste.
Hij begon een carrière op de radio (BRT – West-Vlaanderen) en schreef aanvankelijk gelegenheidsstukjes in een vooroorlogs liberaal weekblad onder het pseudoniem Haantje Vooruit. In het lokale weekblad ‘De Weekbode’ van de uitgeverij Roularta had hij van 1956 tot 1989 een wekelijkse columns, genaamd ’t Hoekske van Juul Plastiek. De naam Juul Plastiek werd zijn alter ego. In deze columns gaf hij zijn visie op de lokale samenleving in zijn volkse stijl. Het zijn de belangrijkste schrijfsels in het lokale dialect. Na zijn overlijden zou een werkgroep, ‘De vrienden van Juul Plastiek’, deze columns bundelen en heruitgeven.

## Schrijverschap
Roger Slosse was ook actief als heemkundige, met tal van bijdragen in tijdschriften en weekbladen, waarbij vooral zijn kennis van het Roeselaarse dialect centraal stond. Zo was hij ook de auteur van het boek ‘Zo sprak Koberkie’, maar ook werken over lokale figuren, Van zijn hand verschenen een tiental boeken onder meer over Alfons Blomme, Roger Moeyaert, Mielke de Pensjager en een reeks boekjes over volksdevotie in onze streken. 
Na zijn dood werden ‘De Vrienden van Juul Plastiek’ opgericht onder invloed van Dirk Lievens (28-02-2009) . Deze groep ijverde voor een boek met de columns van Juul Plastiek en een standbeeld van dit figuurtje als eerbetoon aan de volksschrijver en –kunstenaar Roger Slosse. Dit beeldje kwam er uiteindelijk op de voormalige Vismarkt in de Wallenstraat te Roeselare. Het werd ingehuldigd op zondag 23 april 2005 ( Erfgoeddag 2005)  In het parkje bij het beeld zijn ook enkele teksten van Slosse terug te vinden.